# 加埃唐·加添·德·克雷宏波
加埃唐·加添·德·克雷宏波（法語：Gaëtan Gatian de Clérambault，法語發音：[ɡaɛtɑ̃ ɡatjɑ̃ də kleʁɑ̃bo]；1872年7月2日—1934年11月17日），全名加埃唐·亨利·阿爾弗雷德·愛德華·萊昂·馬里·加添·德·克雷宏波（法語：Gaëtan Henri Alfred Edouard Léon Marie Gatian de Clérambault），法國精神科醫師、精神病學家，出生於布爾日。1899年取得醫學博士學位，1920年起於巴黎「特設診療所」（Infirmerie spéciale）擔任主任醫師。
1934年，半盲的克雷宏波於家中持左輪手槍對鏡自殺，享年62歲。
克雷宏波是精神分析師雅各·拉岡的老師，拉岡曾稱其為「我們在精神醫學裡的唯一大師」，也是著名的被愛妄想症（克雷宏波症候群）、精神自動性的提出者。

## 激情性精神病
克雷宏波的主要貢獻在於定義了激情性精神病（psychoses passionnelles），並將之與詮釋性精神病（psychoses interprétatives）區分開來，並獨立於妄想症而成為一分類範疇。克雷宏波將激情性精神病分為情愛狂（érotomanie）、請願妄想（délire de revendication）、忌妒妄想（délire de jalousie）三種類型。

## 學生
- 雅各·拉岡
- 保罗·西瓦东（法语：Paul Sivadon）
- 让·弗雷泰（法语：Jean Frétet）
- 达尼埃尔·拉加什（法语：Daniel Lagache）
- 亨利·艾（法语：Henri Ey）

## 延伸閱讀
- 克雷宏波著，洪萍凰譯《德‧克雷宏波的眼睛》（台北：行人出版社，2005）